# Емігрант (територія)
Дика територія Емігрант (англ. Emigrant Wilderness) — дика територія в горах Сьєрра-Невада в Каліфорнії, США, розташована між Національним парком Йосеміті і Національним лісом Гумбольдт-Тоябі.